# Mircea Sfetescu
Mircea Sfetescu (n. 1905, București, România) a fost un rugbist român, a participat cu echipa de rugbi la Jocurile Olimpice de vară din 1924 desfășurate la Paris - olimpiadă la care echipa României a obținut medalia de bronz, prima medalie cucerită de un român la o olimpiadă.

## Legături externe
- Mircea Sfetescu la Comitetul Olimpic și Sportiv Român (arhivat)
- en Mircea Sfetescu la Olympedia.org